# Liste der Stolpersteine in Creglingen

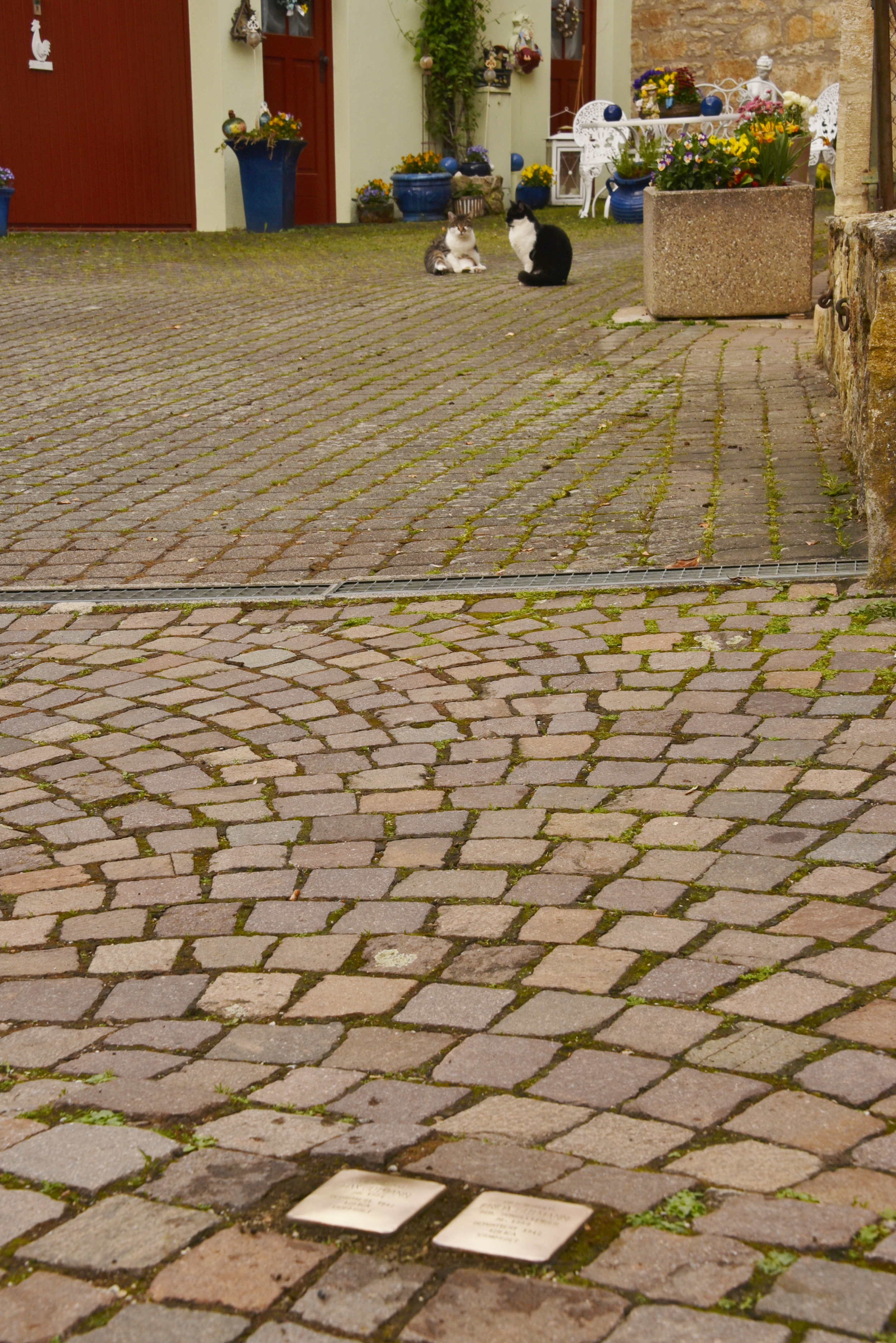
Stolpersteine in Creglingen

In der Liste der Stolpersteine in Creglingen sind alle zwölf Stolpersteine aufgeführt, die im Rahmen des Projekts des Künstlers Gunter Demnig am 18. September 2015 an fünf Orten in der historischen Altstadt von Creglingen verlegt wurden. Zuvor hatte der Creglinger Gemeinderat einstimmig diese Aktion beschlossen.

## Liste
In Creglingen wurden zwölf Stolpersteine an fünf Standorten verlegt. Die Tabelle ist teilweise sortierbar; die Grundsortierung erfolgt alphabetisch nach dem Familiennamen. Die Spalte Name, Leben wird nach dem Namen der Person alphabetisch sortiert.
| Stolperstein | Inschrift | Standort                             | Name, Leben |
| ------------ | --- | ------------------------------------ | --- |
|              | HIER WOHNTE FRIDA GUTMANN GEB. GUNDELFINGER JG. 1888 DEPORTIERT 1942 IZBICA ERMORDET                                                                   | Lindleinstraße 4 (Lage)              | Frida Gutmann geb. Gundelfinger |
|              | HIER WOHNTE KARL GUTMANN JG. 1886 FLUCHT 1939 USA | Kreuzstraße 5 (Lage)                 | Karl Gutmann |
|              | HIER WOHNTE MAX GUTMANN JG. 1884 DEPORTIERT 1942 IZBICA ERMORDET                                                                                       | Lindleinstraße 4 (Lage)              | Max Gutmann |
| Bild gesucht | HIER WOHNTE NANETTE GUTMANN GEB. REINSTEIN JG. 1892 FLUCHT 1939 USA                                                                                    | Kreuzstraße 5 (Lage)                 | Nanette Gutmann geb. Reinstein |
| Bild gesucht | HIER WOHNTE FRIEDERIKE LANDAUER GEB. GUTMANN JG. 1889 FLUCHT 1939 USA                                                                                  | Kreuzstraße 5 (Lage)                 | Friederike Landauer geb. Gutmann |
|              | HIER WOHNTE SALOMON LANDAUER JG. 1883 FLUCHT 1939 USA                                                                                                  | Kreuzstraße 5 (Lage)                 | Salomon Landauer |
|              | HIER WOHNTE ARNOLD ROSENFELD JG. 1880 VERHAFTET 25.3.1933 VON SA IN DER SYNAGOGE VERHÖRT IM RATHAUS SCHWER MISSHANDELT TOT 2.4.1933                    | Lindleinstraße 16 (Lage)             | Arnold Rosenfeld |
|              | HIER WOHNTE IDA ROSENFELD GEB. NEY JG. 1890 DEPORTIERT 1941 ŁODZ/LITZMANNSTADT ERMORDET                                                                | Lindleinstraße 16 (Lage)             | Ida Rosenfeld geb. Ney |
|              | HIER WOHNTE PEPPI SINSHEIMER GEB. ELKAN JG. 1876 TOT 25.3.1933 HERZINFARKT                                                                             | Hauptstraße 23 (Lage)                | Peppi Sinsheimer geb. Elkan |
|              | HIER WOHNTE RUDOLF SINSHEIMER JG. 1873 VERHAFTET 25.3.1933 VON SA IN DER SYNAGOGE VERHÖRT IM RATHAUS ‚SCHUTZHAFT‘ 1933 BAD MERGENTHEIM FLUCHT 1941 USA | Hauptstraße 23 (Lage)                | Rudolf Sinsheimer |
|              | HIER ARBEITETE EMIL STERN JG. 1900 FLUCHT 1939 USA | Badgasse 3 (Jüdisches Museum) (Lage) | Emil Stern |
|              | HIER ARBEITETE HERMANN STERN JG. 1866 VERHAFTET 25.3.1933 VON SA IN DER SYNAGOGE VERHÖRT IM RATHAUS SCHWER MISSHANDELT TOT 25.3.1933                   | Badgasse 3 (Jüdisches Museum) (Lage) | Hermann Stern, geboren am 14. Februar 1866 in Creglingen war das erste Todesopfer des Creglinger Pogroms und nach Ansicht von Horst F. Rupp das erste Todesopfer der systematischen Judenverfolgungen zur Zeit des Nationalsozialismus in Deutschland. |

## Verlegedatum
- 18. September 2015, Badgasse, Hauptstraße, Kreuzstraße und Lindleinstraße